# Öznur Cüre
Pour les articles homonymes, voir Cure.
Öznur Cüre, née le 1er octobre 1997, est une archère handisport turque concourant en classe W2. Elle est médaillée d'argent par équipes aux Jeux de 2020 et championne olympique en individuelle aux Jeux de 2024.

## Biographie
Aux Jeux de 2020, Öznur Cüre et son partenaire Bülent Korkmaz remporte la médaille d'argent dans l'épreuve par équipes mixtes en arc à poulies, s'inclinant en finale face aux Chinois Lin Yueshan et He Zihao 153-152. C'est la première médaille de la Turquie aux Jeux paralympiques depuis la création de ceux-ci.
En 2024, elle remporte le titre olympique dans l'épreuve individuelle, en battant l'iranienne Fatemeh Hemmati 144 à 141.